# 金裕璨
金裕璨（1961年—），韩国政治人物。曾出书《李明博报告》，书中内容涉及有关“李总统教唆做伪证”内容，后因其涉嫌散布谣言而被拘留。

## 履歴
- 李明博国会议员秘书官。
- SIBC International Australia Pty Ltd.代表。
- 2022年1月—：2022年大韩民国总统选举国民参与新党候选人。
- 2022年1月—：韩国国民党共同代表。